# جوزيفا غاليغو ماسيغوسا
جوزيفا غاليغو ماسيغوسا (بالإسبانية: Josefa Masegosa Gallego)‏ (و. 1957 – م) هي عالمة فلك من إسبانيا . ولدت في أورايا .